# Lioré et Olivier LeO 20

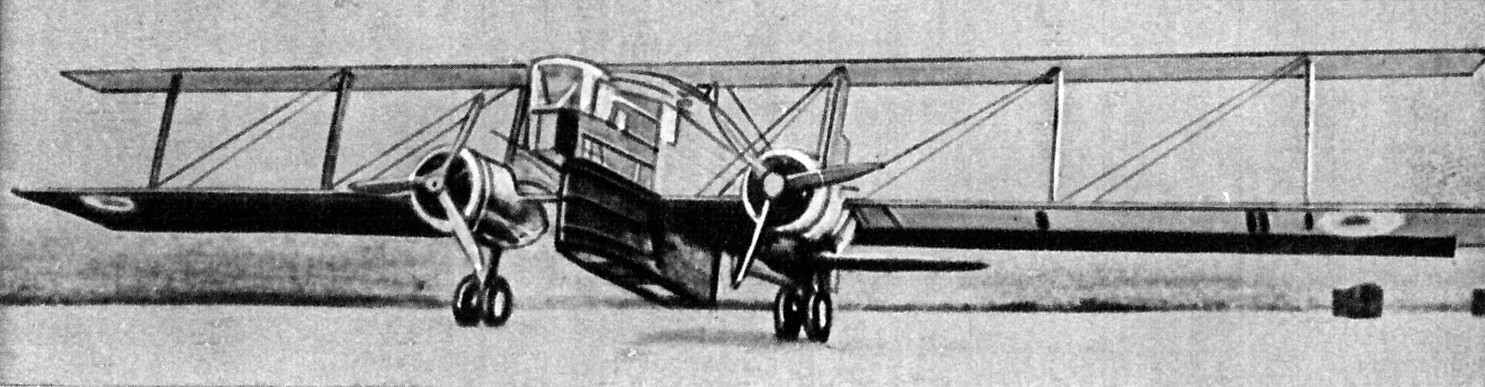
LeO 208

Lioré et Olivier LeO 20 là một loại máy bay ném bom bay đêm của Pháp, do hãng Lioré et Olivier chế tạo.

## Biến thể
- LeO 20
- LeO 201
- LeO 203
- LeO H-204
- LeO 206
- LeO 207
- LeO 208

## Quốc gia sử dụng
Brasil
 Pháp
- Không quân Pháp
- Hải quân Pháp

 România
- Không quân Hoàng gia Romania

## Tính năng kỹ chiến thuật (LeO 20)
Dữ liệu lấy từ 
Đặc điểm tổng quát
- Sức chứa: 3
- Chiều dài: 13.81 m (45 ft 4 in)
- Sải cánh: 22.25 m (73 ft  in)
- Chiều cao: 4.26 m (13 ft 12 in)
- Diện tích cánh: 105 m2 (1,130 ft2)
- Trọng lượng rỗng: 2.725 kg (6.008 lb)
- Trọng lượng có tải: 5.460 kg (12.037 lb)
- Powerplant: 2 × Gnome-Rhone 9Ady, 313 kW (420 hp) mỗi chiêc

Hiệu suất bay
- Vận tốc cực đại: 198 km/h (123 mph)
- Tầm bay: 1.000 km (621 dặm)
- Trần bay: 5.760 m (18.900 ft)

Vũ khí trang bị
- 5x súng máy 7,7mm
- 500kg (1.102lb) bom

### Bibliography
- Sharpe, Michael (2000). Biplanes, Triplanes, and Seaplanes. London: Friedman/Fairfax Books. ISBN 1-58663-300-7.
- Donald, David biên tập (1997). The Encyclopedia of World Aircraft. Prospero Books. tr. pg. ISBN 1-85605-375-X. |title= trống hay bị thiếu (trợ giúp); |ngày truy cập= cần |url= (trợ giúp)